# Rapanea divaricata
Rapanea divaricata là một loài thực vật có hoa trong họ Anh thảo. Loài này được (A. Cunn.) W.R.B. Oliv. miêu tả khoa học đầu tiên năm 1951.